# Florida Coastal School of Law

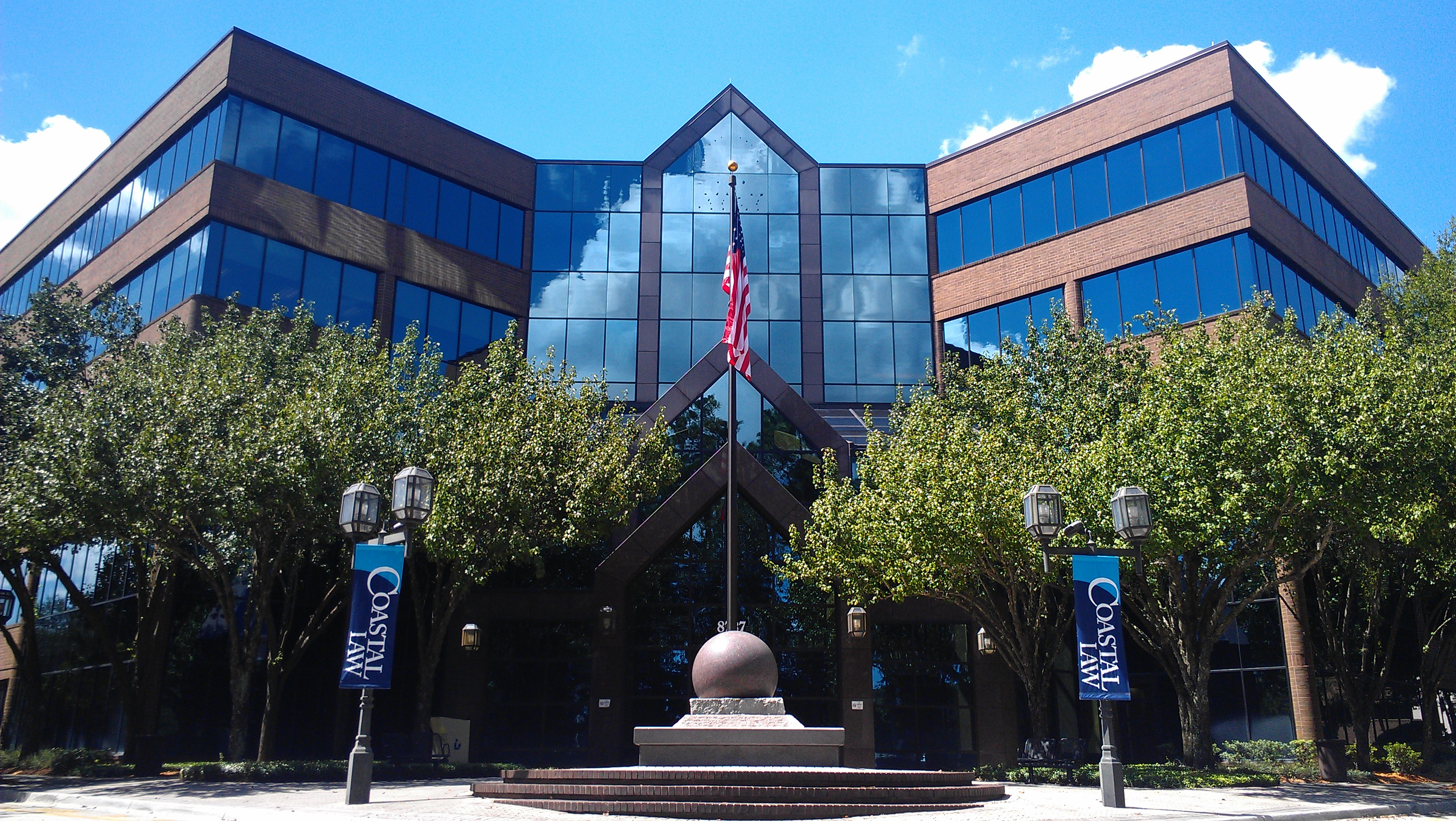

Die Florida Coastal School of Law ist eine US-amerikanische Privatuniversität für Rechtswissenschaft in Jacksonville im US-Bundesstaat Florida. Im Jahr 2013 waren 1594 Studenten eingeschrieben und 112 Mitarbeiter an der Hochschule tätig. Die Schule nimmt keine neuen Studenten auf, und die Institution hat ihre Zulassung bis 2023 nur zu dem Zweck, den schon eingeschriebenen Studenten einen Abschluss zu ermöglichen.
Ihre staatliche Zulassung erhielt die Florida Coastal School of Law 2002 von der American Bar Association. Die Schule bietet den Masters of Laws sowie einen Master in Transport und Logistik an.
Seit 2016 ist es eine Non-Profit-Organisation (501(c)(3)).